# Episodi di F Is for Family (prima stagione)
La prima stagione della serie animata F Is for Family, composta da 6 episodi, è stata interamente pubblicata su Netflix il 18 dicembre 2015, in tutti i paesi in cui il servizio è disponibile.
| n° | Titolo originale         | Titolo italiano                 | Pubblicazione USA | Pubblicazione Italia |
| -- | ------------------------ | ------------------------------- | ----------------- | -------------------- |
| 1  | The Bleedin' in Sweden   | Svezia di sangue                | 18 dicembre 2015  | 18 dicembre 2015     |
| 2  | Saturday Bloody Saturday | Sabato, maledetto sabato        | 18 dicembre 2015  | 18 dicembre 2015     |
| 3  | The Through              | L'orinatoio                     | 18 dicembre 2015  | 18 dicembre 2015     |
| 4  | 'F' is for Halloween     | Oh, c..., è Halloween!          | 18 dicembre 2015  | 18 dicembre 2015     |
| 5  | Bill Murphy's Day Off    | Il giorno libero di Bill Murphy | 18 dicembre 2015  | 18 dicembre 2015     |
| 6  | O Holy Moly Night        | Notte santa, santa vacca        | 18 dicembre 2015  | 18 dicembre 2015     |

## Svezia di sangue
- Titolo originale: The Bleedin' in Sweden
- Diretto da: Benjamin Marsaud
- Scritto da: Bill Burr, Michael Price

### Trama
Frank si inventa di aver comprato una televisione a colori, per non permettere agli amici di andare a vedere un incontro di boxe da un altro vicino.

## Sabato, maledetto sabato
- Titolo originale: Saturday Bloody Saturday
- Diretto da: Laurent Nicolas
- Scritto da: David Richardson

### Trama
Frank impartisce una lezione sul rispetto al figlio Kevin e nel mentre incarica Bill di fare da babysitter alla sorella Maureen, non senza difficoltà.

## L'orinatoio
- Titolo originale: The Trough
- Diretto da: Benjamin Marsaud
- Scritto da: Michael Price

### Trama
Frank stringe amicizia con Rodger Dunbarton, amministratore delegato della Mohican Airways, durante una partita di football americano, attirando l'odio dei colleghi.

## Oh, c..., è Halloween!
- Titolo originale: F Is for Halloween
- Diretto da: Laurent Nicolas
- Scritto da: Tom Gianas

### Trama
A Halloween Frank tenta di dissuadere la moglie Sue dall'ottenere un vero lavoro, mentre Bill è sempre più convinto di non travestirsi, dopo essere stato minacciato da Jimmy Fitzsimmons.

## Il giorno libero di Bill Murphy
- Titolo originale: Bill Murphy's Day Off
- Diretto da: Benjamin Marsaud
- Scritto da: Emily Towers

### Trama
Bill tenta di nascondere alla famiglia la sospensione ottenuta, mentre Frank è obbligato a mantenere una promessa a Kevin, mettendo da parte l'orgoglio.

## Notte santa, santa vacca
- Titolo originale: Bill Murphy's Day Off
- Diretto da: Laurent Nicolas
- Scritto da: David Richardson

### Trama
Durante la vigilia di Natale Frank cerca un accordo per scongiurare il rischio di uno sciopero, mentre il cane di famiglia scompare. Bill invece è alle prese col suo primo incarico da chierichetto.